# Erde, die große Unbekannte
Erde, die große Unbekannte ist ein US-amerikanischer Kurzfilm von James Algar aus dem Jahr 1951.

## Handlung
Der Film folgt dem Lauf der Natur auf einem kleinen Stück Land. Im Frühjahr erwacht die Natur, Vögel begrüßen die Jahreszeit mit Liedern und widmen sich bald dem Nestbau. Dabei werden unterschiedliche Nestformen gezeigt, so polstert der Kolibri sein Nest künstlerisch mit Daunen aus, während die Schwalben ihre Nester aus Lehm formen. Von den Nestern geht es weiter zu den Jungtieren. Schmetterlingsraupen erweisen sich in großer Masse als Pflanzenschädlinge, werden jedoch dezimiert, weil die Jungtiere der Vögel schlüpfen und gefüttert werden wollen. Zahlreiche Fütterszenen folgen und auch der Kuckuck samt Kuckuckskind wird gezeigt.
Im Sommer liegt der Fokus der Kamera auf Hummel und Biene, ihrer eifrigen Arbeit und ihren Fressfeinden. Dazu zählen neben Spinnen auch Pflanzen wie der Sonnentau und die Venusfliegenfalle. Mit Gottesanbeterin und Chamäleon werden zwei besonders kuriose Tiere des kleinen Stückes Land gezeigt. Im Herbst bereitet sich die Natur auf den Winterschlaf vor und verschiedene Raupenarten verpuppen sich auf unterschiedliche Weise. Im Winter hält das Leben an. Die Natur formt bizarre, aber auch schöne Gebilde und lässt den Bach, der das Gebiet speist, zufrieren. Erst im Frühjahr erwacht die Natur erneut. Zeitrafferfotografie zeigt das Erblühen der Pflanzen. Die Tiere bereiten sich auf das neue Jahr vor, die Vögel beginnen ihren Gesang und die Schmetterlingsraupen vom Vorjahr schlüpfen und fliegen als Schmetterlinge davon.

## Produktion
Erde, die große Unbekannte entstand als Teil einer Disney-Reihe Entdeckungsreisen im Reiche der Natur. Erzähler des Films ist Winston Hibler, der auch am Drehbuch beteiligt war. Die Animationssequenz zu Beginn des Films stammt von John Hench und Joshua Meador. Die Sonderbearbeitung des Films nahm Ub Iwerks vor. Der Film erschien am 28. Juli 1951.

## Kritik
Der film-dienst nannte ihn ein „Kunstwerk von hohem Rang, so unterhaltsam wie empfehlenswert.“. Der Spiegel schrieb, dass der Film „eine faszinierende Entdeckungsreise in die unendliche Welt einiger Quadratmeter x-beliebiger Natur“ und dabei spannender als jeder Spielfilm sei.

## Auszeichnungen
Erde, die große Unbekannte wurde 1952 mit einem Oscar in der Kategorie „Bester Kurzfilm (Two Reel)“ ausgezeichnet. Er war zudem 1953 für einen BAFTA als Bester Dokumentarfilm nominiert.